# Abelia × grandiflora
Abelia × grandiflora là danh pháp khoa học của một loài thực vật có hoa nguồn gốc lai ghép trong họ Kim ngân. Loài lai ghép này được Édouard-François André công bố mô tả khoa học đầu tiên năm 1886 dưới danh pháp A. rupestris f. grandiflora, dựa theo mô tả trước đó của Renato Rovelli. Năm 1900 Alfred Rehder xác định nguồn gốc lai ghép và nâng cấp nó thành loài với danh pháp Abelia × grandiflora.
A. × grandiflora là loài lai ghép trong gieo trồng giữa A. uniflora và A. chinensis.

## Mô tả
Cây bụi, bán thường xanh, cao 1-1,5 m. Các cành có lông tơ. Lá đôi khi mọc vòng trên các cành non khỏe (vòng 3 hoặc 4). Lá phía gần trục có màu xanh lục bóng, đôi khi nhuốm màu đỏ đồng, hình trứng, đến 4,5 cm, phía xa trục nhẵn nhụi hoặc có các túm lông trên gân, đáy hình nêm, mép răng cưa nhỏ với các răng không đều, đỉnh nhọn. Hoa đơn và mọc ở nách lá, hình chùy; cuống hoa 2–4 mm; hoa có 4 lá bắc ở gốc bầu nhụy. Đài hoa với số lượng lá đài thay đổi từ 2-5, màu ánh đỏ, thường là hợp nhất một phần, hình mũi mác, đỉnh nhọn. Tràng hoa màu trắng, đôi khi nhuốm hồng, hình phễu đến gần như hai môi, lồi ở gốc, khoảng 20 mm, hơi có hương thơm, rậm lông với các lông dài ở môi dưới. Nhị hoa dài gần bằng ống tràng; chỉ nhị hợp sinh một phần với tràng hoa, thường được chèn vào nhưng đôi khi hơi thò ra, nhẵn nhụi. Bầu nhụy 2–8 mm, thanh mảnh, nhiều lông nhỏ, vòi nhụy hơi thò ra, 17–18 mm, nhẵn nhụi; đầu nhụy hình đầu. Quả bế 8–10 mm, thanh mảnh, có lông thưa hoặc nhẵn nhụi, với các lá đài bền ở đỉnh. Ra hoa tháng 6-10, tạo quả tháng 9-11. Được gieo trồng ở Trung Quốc, châu Phi, châu Mỹ và châu Âu.
Tên tiếng Trung: 大花糯米条 (đại hoa nhu mễ điều).